# Регинхард (епископ Страсбурга)
Регинхард (лат. Reginhardus; умер 10 мая 888) — епископ Страсбурга (874—888).

## Биография
О происхождении и ранних годах жизни Регинхарда сведений не сохранилось. В списках глав Страсбургской архиепархии он назван преемником Ратольда, скончавшегося 21 ноября 874 года. Вероятно, ещё до конца того года Регинхард получил от правителя Восточно-Франкского королевства Людовика II Немецкого ставшую вакантной епископскую кафедру в Страсбурге.
Приблизительно в 877—878 годах Регинхард получил два письма от епископа Констанца Соломона II. В первом послании констанцский епископ уведомлял Регинхарда о своём скором приезде в Страсбург, и просил того содействовать, чтобы в пути его сопровождали аббат Райхенау Руодо и граф Аргенгау Одальрих. Во втором письме Соломон II снова предупреждал Регинхарда о приезде в Страсбург, на этот раз в ранге государева посланца Карла III Толстого в Люксёйское аббатство, и просил приготовить ему и его свите помещения для ночлега.
Регинхард умер 10 мая 888 года. Живший во второй половине X века страсбургский епископ Эркенбальд в память о Регинхарде написал стихотворную эпитафию. Преемником Регинхарда в Страсбургской епархии стал Бальдрам.